# Laure Saint-Raymond
Laure Saint-Raymond (París, 4 de agosto de1975) es una matemática francesa. 

## Biografía
Estudió en el instituto Henri-IV y luego en la Escuela normal superior en 1994  . En 1996, estudió análisis numérico en la Universidad de París-VI y física del plasma en la Universidad de Versalles – Saint-Quentin-en-Yvelines. Aprobó el examen competitivo de matemáticas. Se doctoró bajo la dirección de François Golse con una tesis sobre la teoría cinética de los gases   .
Entró en el CNRS en 2000 y luego fue profesora de la Universidad de París-VI en 2002. Fue nombrada directora adjunta del departamento de ecuaciones diferenciales parciales de la Escuela Normal Superior (2007) y posteriormente directora Organizó en 2008 un trimestre de investigación en el Instituto Henri-Poincaré sobre Singularities in Mechanics: formation, propagation and microscopic description .
Fue invitada en 2014 a la Universidad de Harvard y al MIT, en 2016 a la Universidad de Zúrich y en 2017 a la Universidad de Princeton
Fue elegida para la Academia de Ciencias en 2013.
En 201 se incorporó al Instituto Universitario de Francia  ,  .
En 2016, se incorporó a la Escuela Normal Superior de Lyon como profesora y, en 2021 al IHES.
Dentro de sus actividades de divulgación destacan sus presentaciones :en " Un texto, un matemático » en 2010  ; en " Una pregunta, un investigador » en 2013  ; en " Parque Matemático » en 2014  ; en " Una invención, las matemáticas » en 2016 ; en el XIX Coloquio Wright en Ginebra en 2020  . También pronunció el discurso:  La ciencia con la que sueño » en la entrega de premios de la Academia de Ciencias de 2018.

## Obras
Su trabajo se centra principalmente en el análisis asintótico de sistemas de ecuaciones diferenciales parciales, especialmente los que gobiernan la dinámica de gases, plasmas o fluidos. Se busca establecer la existencia de transiciones suaves entre los diferentes niveles de modelado. Con ello continúa resolviendo el sexto problema de Hilbert planteado en el Congreso Internacional de Matemáticos de 1900, relativo a la axiomatización de la física.
La ecuación de Boltzmann, que describe estadísticamente el movimiento de partículas en un gas, juega un papel central en su trabajo. Estudió sus límites hidrodinámicos, demostrando que a partir de la ecuación de Boltzmann se pueden obtener modelos más simples de fluidos (por ejemplo, las ecuaciones de Euler o de Navier-Stokes) cuando las colisiones entre partículas son suficientemente numerosas y conducen al equilibrio termodinámico. Esto incluye comprender la similitud estructural entre la ecuación de Boltzmann para gases enrarecidos y las ecuaciones de Navier-Stokes para fluidos incompresibles.
La descripción estadística de la ecuación de Boltzmann proporciona una buena aproximación de la dinámica de partículas cuando el número de partículas es muy grande y se encuentra en el límite de baja densidad. Esta conexión entre la mecánica clásica y la estadística plantea muchas preguntas sobre la propagación del caos y la aparición de la irreversibilidad. Una serie de resultados (señalados por el jurado del Premio Bôcher) con Thierry Bodineau, Isabelle Gallagher y Sergio Simonella permiten analizar las correlaciones en el sistema de partículas fuera de equilibrio. 
Estudia igualmente los fluidos geofísicos. Con Anne-Laure Dalibard e Isabelle Gallagher, estudió fluidos de rotación rápida (por ejemplo, movimientos a gran escala de los océanos bajo el efecto de la fuerza de Coriolis) y la propagación de ondas inerciales. En colaboración con Yves Colin de Verdière, trató de comprender estas ondas en presencia de la topografía. Se trata también de ondas internas que se deben a la estratificación y que desempeñan un papel esencial en el transporte de energía en el océano y en los núcleos fluidos de los planetas.

## Publicaciones (selección)
- De la ecuación de Boltzmann al sistema de Stokes-Fourier en un dominio acotado, con N. Masmoudi, Com. Puro Apl. Matemáticas. 56, 1263–1293 (2003) ;
- El límite de Navier-Stokes de la ecuación de Boltzmann para núcleos de colisión acotados, con F. Golse, Invenciones Matemáticas. 155, 81–161 (2004) ;
- El límite de Navier-Stokes de la ecuación de Boltzmann con potenciales duros, con F. Golse, J. Matemáticas. Puro Appl . 91, 508–552 (2009) ;
- Límites hidrodinámicos de la ecuación de Boltzmann, Apuntes de Matemáticas, Springer 1971, 1-195 (2009) ;
- De la dinámica de esferas duras a las ecuaciones de Stokes-Fourier: un análisis L2 del límite de Boltzmann-Grad, con T. Bodineau y yo. Gallagher, Anales PDE 3 (2017), 90 páginas ;
- Teoría de fluctuaciones en el límite de Boltzmann-Grad, con T. Bodineau, I. Gallagher y S. Simonella, J. Estadística. Física. 180 (2020), 873-895.
- Estudio matemático del modelo betaplano, con I. Gallagher, Memorias del SMF 107, 1-116 (2006) ;
- 'Estudio matemático de fluidos rotatorios con tensión superficial resonante', con A. -L. Dalibard, J. Ecuaciones diferenciales 246, 2304–2354 (2009) ;
- Atrapando ondas de Rossby mediante la fuerza del viento, con C. Cheverry, I. Gallagher y T. Pablo, Duque J. Matemáticas . 161, 845-892 (2012) ;
- Estudio matemático de capas límite degeneradas, con A. -L. Dalibard, Memorias de la Sociedad Matemática Americana 826 (2015), 113 páginas ;
- Atractores para ondas bidimensionales con hamiltoniano homogéneo de grado 0, con Y. Colin de Verdière, Com. Puro Apl. Matemáticas (2019).

## Distinciones

### Condecoraciones
- 2012 : Orden Nacional del Mérito
- 2018 : Legión de Honor  .

### Premios
- 2003 : Premio Louis-Armand de la Academia de Ciencias
- 2004 : Medalla Pío XI de la Pontificia Academia Scientarium
- 2006 Premio de Análisis de Ecuaciones Diferenciales Parciales con François Golse, Sociedad de Matemáticas Industriales y Aplicadas [10]
- 2008 : Premio de la Ciudad de París  (junto con Isabelle Gallagher )
- 2008 : Premio de la Sociedad Matemática Europea (otorgado en el Congreso Europeo de Matemáticas)
- 2009 : Premio Ruth-Lyttle-Satter de la Sociedad Matemática Americana
- 2011 : Premio Irène-Joliot-Curie de la “ Joven científica »
- 2015 : Premio Fermat [11]
- 2016 : Premio de la revista La Recherche junto con Thierry Bodineau e Isabelle Gallagher [12]
- 2020 : Premio Bôcher de la Sociedad Matemática Americana

### Honores
- 2004 : Curso Peccot en el Collège de France
- 2013 : miembro electo de la Academia de Ciencias
- 2015 : miembro electo de la Academia Europaea [13]
- 2017 :miembro electo de la Academia Europea de Ciencias
- 2022 : ponente plenario en el Congreso Internacional de Matemáticos de 2022